# Río Tirón (vattendrag i Spanien)
Río Tirón är ett vattendrag i Spanien. Det ligger i den norra delen av landet, 250 km norr om huvudstaden Madrid.